# هيئة الكومنولث لمقابر الحرب
أنشئت هيئة الكومنولث لمقابر الحرب (بالإنجليزية: CWGC - Commonwealth War Graves Commission)‏ منظمة حكومية دولية تتألّف من ست دول أعضاء ذات سيادة، وتتمثل مهمتها الرئيسية في تحديد، وتوثيق، وصيانة مقابر وإحياء ذكرى أفراد الخدمة العسكرية من دول الكومنولث ممّن قُتلوا خلال الحربين العالميتين. كما تُعتبر الهيئة مسؤولة عن إحياء ذكرى مدنيي دول الكومنولث الذين قُتلوا جرّاء هجمات العدو خلال الحرب العالمية الثانية. أسس الهيئة السير فابيان وير، وأُنشئت بموجب الامتياز الملكي في العام 1917 باسم الهيئة الإمبراطورية لمقابر الحرب. واعتُمِد الاسم الحالي في العام 1960.
وكجزءٍ من مسؤولياتها، تضطلع الهيئة بتأبين جميع قتلى حرب دول الكومنولث بشكل فردي وعلى سوية واحدة. وفي سبيل ذلك، تُحيى ذكرى قتلى الحرب عبر وضع الاسم على شاهد القبر، في مكان مخصص للدفن، أو على نصب تذكاري. وتُحيى ذكرى قتلى الحرب بشكل موحد وبالتساوي، بغض النظر عن الرتبة العسكرية، أو المنزلة المدنية، أو الخلفية العِرقية أو الدينية.
وتتولى الهيئة حاليًا إحياء ذكرى 1.7 مليون قتيلٍ من الأفراد العاملين في الخدمة العسكرية من 153 دولة من دول الكومنولث. منذ إنشائها، أقامت اللجنة 2,500 مقبرةً حربية والكثير من النصب التذكارية. كما أنّها تتولى رعاية مقابر قتلى الحرب في أكثر من 23,000 موقع دفن وصيانة ما يزيد عن 200 نصب تذكاري في جميع أنحاء العالم. بالإضافة إلى إحياء ذكرى أعضاء الخدمة العسكرية لدول الكومنولث. وبالتنسيق مع الحكومات المعنية، تعتني الهيئة بأكثر من 40,000 مقبرة حرب غير تابعة لدول الكومنولث وأكثر من 25,000 قبرًا عسكريًا ومدنيًا لا صِلة لها بضحايا الحرب. تنهض الهيئة بأعباء مسؤولياتها بفضل الدعم المالي من الدول الأعضاء: المملكة المتحدة، وكندا، وأستراليا، ونيوزيلندا، والهند، وجنوب إفريقيا. والرئيس الحالي لهيئة الكومنولث لمقابر الحرب هو الأمير إدوارد دوق كنت.

## نبذة تاريخية

### الحرب العالمية الأولى
مع نشوب الحرب العالمية الأولى في العام 1914، وجد فابيان وير، مدير شركة ريو تينتو، أنه في سنّ الخامسة والأربعين لا يُسمح له الالتحاق بالجيش البريطاني. إنما بفضل نفوذ رئيس شركة ريو تينتو، فيسكونت ميلنر، أصبح قائد وحدة متنقلة ضمن الصليب الأحمر البريطاني. وصل وير إلى فرنسا في سبتمبر 1914، وخلال وجوده فيها، صُدِم لعدم وجود أي آلية رسمية لتوثيق أو تحديد مواقع قبور قتلى الحرب، وشعر بضرورة إنشاء منظمة ضمن الصليب الأحمر مخصصة لهذا الغرض. في مارس من العام 1915، وبدعم من نيفيل ميكريدي، القائد العام لقوات المشاة البريطانية، حظي عملُ وير باعتراف رسمي ودعمٍ من وزارة الحربية الإمبراطورية، ونُقلت الوحدة إلى الجيش البريطاني تحت اسم هيئة تسجيل المقابر. بحلول أكتوبر 1915، وثّقت هيئة تسجيل المقابر ما يزيد عن 31,000 قبرًا للجنود البريطانيين ورعايا دول الإمبراطورية البريطانية، و50,000 قبرًا بحلول مايو 1916.
مع اكتظاظ المقابر المحلية، شرَع وير بالتفاوض مع عدة سلطات محلية للحصول على مزيدٍ من الأراضي للمقابر. نجح وير في الاتفاق مع فرنسا على بناء مقابر بريطانية وفرنسية مشتركة على أن تتولى الحكومة الفرنسية الاعتناء بها. في نهاية المطاف، أدرك وير مجانبته الصواب عندما ترك مسؤوليات رعاية القبور للحكومة الفرنسية فقط، وهكذا اتفق مع فرنسا على شراء الأرض، والحصول على ملكيتها الدائمة، وترك مسؤوليات الإدارة والعناية بالمقابر للبريطانيين. وافقت الحكومة الفرنسية على ذلك، بشرط أن تلتزم المقابر بمساحات محددة، وأن يكون الوصول إليها متاحًا عبر الطريق العام، وأن تكون بالقرب من المراكز الطبية، وألا تكون شديدة القُرب من البلدات أو القرى. وانخرط وير في مفاوضات مشابهةٍ مع الحكومة البلجيكية.
ومع انتشار أخبار أعمال توثيق المقابر، بدأت الهيئة بتلقي رسائل للتقصّي وطلبات للحصول على صورٍ للمقابر أرسلها أقارب الجنود القتلى. بحلول العام 1917، أُرسلت 17,000 صورة إلى ذوي القتلى. في مارس من العام 1915، وبدعم من الصليب الأحمر، بدأت الهيئة بإرسال صور مطبوعة ومعلومات عن مواقع المقابر، استجابةً لطلبات الأهالي. في ربيع العام 1916، غُيّر اسم هيئة تسجيل المقابر إلى مديرية تسجيل المقابر والتحقيقات نظرًا لاتساع نطاق عملها لما هو أبعد من مجرد تسجيل القبور، إذ بدأ يشمل كذلك الرد على استفسارات أقارب القتلى. كما امتد عمل المديرية من الجبهة الغربية في الحرب العالمية الأولى إلى غيرها من ميادين الحرب، ونُشرت وحداتها في اليونان، ومصر، وبلاد الرافدين.

### التأسيس الرسمي
مع استمرار الحرب، تزايدت مخاوف وير وغيره بشأن مصير القبور في فترة ما بعد الحرب. وبناءً على اقتراح من الجيش البريطاني، أنشأت الحكومةُ في يناير 1916 الهيئةَ الوطنية لرعاية قبور الجنود، ووافق إدوارد أمير ويلز على العمل رئيسًا للهيئة. أُنشئت الهيئة الوطنية لرعاية قبور الجنود لكي تضطلع بأعمال مديرية تسجيل المقابر والتحقيقات في حقبة ما بعد الحرب. شعرت الحكومة أنه من الأنسب أن يُعهَد العمل إلى هيئة معينة بصفةٍ خاصة بدلًا من إسناد العمل إلى إدارة حكومية قائمة بالفعل. مع بداية العام 1917، رأى عدد من أعضاء الهيئة أنه أصبح من الضروري إنشاء منظمة إمبراطورية رسمية لرعاية المقابر. بمساعدة إدوارد أمير ويلز، قدم وير مذكرة إلى مؤتمر الحرب الإمبراطوري في العام 1917 تقترح تشكيل منظمة إمبراطورية. قُبل الاقتراح، وفي 21 مايو 1917 تأسست الهيئة الإمبراطورية لمقابر الحرب بموجب الامتياز الملكي، بإدارة أمير ويلز، وتعيين وزير الدولة لشؤون الحرب لورد ديربي رئيسًا للهيئة ووزير نائبًا للرئيس. بدأ عمل الهيئة بشكل جدي مع نهاية الحرب العالمية الأولى. بعد تأمين الأراضي المخصصة للمقابر والنصب التذكارية، باشرت الهيئةُ المهمةَ الضخمةَ المتمثلة في توثيق تفاصيل القتلى. بحلول العام 1918، حُددت مواقع 587,000 قبر. إنما سُجّل 559,000 ضحية على أنهم مدفونون في قبور مجهولة.
نظرًا لفداحة الحرب، وعدد القتلى الهائل الذي خلّفته، ظهر موقف جديد تمامًا بخصوص إحياء ذكرى قتلى الحرب. قبل الحرب العالمية الأولى، غالبًا ما كان يُقام إحياء ذكرى قتلى الحرب على أساس مخصص ويقتصر على الضباط. ومع ذلك، تطلبت الحرب حشدَ نسبة كبيرة من المواطنين، إما عبر التطوع أو من خلال التجنيد الإجباري. وهكذا، فقد سادت فكرةٌ مفادها أن الجنود يتوقعون إحياء ذكراهم، حتى لو كانوا من ذوي الرتب الدُنيا في الجيش.
في نوفمبر من العام 1918، قدمت لجنة برئاسة فريدريك كينيون، مدير المتحف البريطاني، تقريرًا إلى الهيئة يضع تصورًا مفصلًا لكيفية تطوير المقابر. ووفقًا للاقتراحين الرئيسيين في ذلك التقرير، فلا ينبغي إعادة الجثامين إلى الوطن، ويجب استخدام النصب التذكارية الموحدة لتجنب الفوارق الطبقية. بالإضافة إلى الكابوس اللوجستي الذي تعنيه إعادة أعداد هائلة من الجثث إلى الوطن، كان هناك اعتقادٌ بأن إعادة الجثث إلى الوطن تتعارض مع الشعور بالأخوة الذي نشأ بين أفراد الجيش.

## مقابر الكومنولث فيمصر
هي عبارة عن 16 مقبرة منتشرة بمحافظات مصر، وموزعة ما بين صلاح سالم وهليوبوليس بمحافظة القاهرة، والحضرة والشاطبي والمنارة بأبو قير بمحافظة الإسكندرية، والعلمين والسلوم بمحافظة مطروح، ومقبرتين بمحافظة بورسعيد، وفايد والقنطرة شرق والإسماعيلية والتل الكبير ومعسكر الجلاء بمحافظة الاسماعيلية، ومقبرة بمحافظة السويس، ومقبرة بمحافظة أسوان.

## مقابر الكومنولث في فلسطين
أنشأت في فلسطين مقبرة غزة، المقبرة العسكرية بالرملة، مقبرة حيفا، مقبرة القدس، مقبرة طولكرم الحربية، مقبرة دير البلح، مقبرة بئر السبع.